# 石头潭
石头潭是一个位于中国江苏省吴江市的淡水湖，面积约为2.56平方千米，属于长江区。它的一级流域为长江流域，二级流域为长江干流水系。